# Traktaat van de drie bedriegers
Het Traktaat over de Drie Bedriegers is een verhandeling uit de 17e en 18e eeuw, waarin de stichters van de drie monotheïstische wereldgodsdiensten, de joodse profeet Mozes, de christelijke messias Jezus en de islamitische profeet Mohammed worden voorgesteld als bedriegers. Het traktaat is gebaseerd op een middeleeuws ketters thema, waarvan de eerste vermelding voor zover bekend uit de tiende eeuw stamt.

## Oorsprong van de legende, 'Auteurs'
Onderzoek door de Franse islamgeleerde Louis Massignon heeft de oorsprong van de Drie Bedriegers aangetoond, aan de hand van religieuze propagandageschriften die gebruikt werden door Abû Tâhir Sulaymân (907-944), de derde vorst van het Karmaatse koninkrijk Bahrein, gesticht door een dissidente Ismaëlische sekte. Hij zou gezegd hebben:
In deze wereld hebben drie personen de mensen bedorven, een schaapherder, een dokter en een kameeldrijver. En van die drie is die kameeldrijver de ergste bandiet en de ergste goochelaar geweest.
1239. Onder degenen die er in Europa het eerst van verdacht werden dat ze die ideeën verspreidden, of ze zelfs hadden bewerkt tot een verhandeling, is Frederik II van Hohenstaufen, de keizer van Duitsland en koning van Sicilië (of zijn secretaris Pierre des Vignes). In 1239 werd hij door Gregorius IX ervan beschuldigd dat hij beweerd had dat de hele wereld bedrogen was door drie bedriegers: Mozes, Jezus en Mohammed.
c.1260. Thomas van Cantimpré schrijft het verhaal van de drie bedriegers toe aan de kanunnik Simon van Doornik (ca. 1130-1201), wat in ieder geval aantoont dat het al bekend was in de tijd van Thomas de Cantimpré.
Aan verschillende personen die verdacht werden van atheïsme of beschuldigd werden van godslastering of ketterij werd het auteurschap toegeschreven. Onder de namen die geopperd zijn als bedenker of schrijver van het anonieme geschrift zijn Averroès, Giovanni Boccaccio, Pietro Pomponazzi, Machiavelli, Pietro Aretino, Michael Servet, Girolamo Cardano, Giordano Bruno, Thomas Hobbes en Spinoza, om het bij de meest beroemde te houden.

## Vervalsingen uit de 18e eeuw

### De imposturis religionum
De Tribus Impostoribus 1753 : De imposturis religionum Joachim Müller (1661-1733)

### Traité sur les trois imposteurs
Traité sur les trois imposteurs : John Toland, 1711.

### La Vie et l'esprit de M. Benoit Spinoza
Het thema van de Drie Bedriegers maakte opgang in het achttiende-eeuwse Europa, toen verschillende boeken met de titel Het traktaat over de Drie Bedriegers clandestien van hand tot hand gingen. Een daarvan, gesteld in het Frans, is bekend onder de titel la Vie et l'esprit de M. Benoit Spinoza of l'Esprit de Spinoza.
Het is een systematische uiteenzetting van ongeloof, met een deïstische ondertoon. Het gaat eerst over de oorzaak van de godsdienst, waarbij het alle motieven opsomt die mensen ertoe brengen om af te wijken van het “gezonde verstand” en laakt
de mensen die er belang bij hebben dat het volk door dergelijke droombeelden koest en in bedwang wordt gehouden.
Vervolgens valt het de drie zogenaamde profeten en heilige teksten aan. De Bijbel wordt bekritiseerd omdat
dat boek niet meer is dan een samenraapsel van fragmenten, die in verschillende tijden zijn samengebreid, door verschillende personen zijn verzameld en openbaar zijn gemaakt na beoordeling door de Rabbijnen, die naar hun eigen fantasie hebben besloten wat toegestaan en wat verworpen moest worden, naargelang zij vonden dat het in overeenstemming of strijdig met de Wet van Mozes was.

## Nederlandse vertaling
- Over drie bedriegers. Mozes, Jesus Christus, Mohammed, vertaald uit het Latijn en Frans door Ivo Gay, 2008, ISBN 9789058480743